# Estación de soldadura

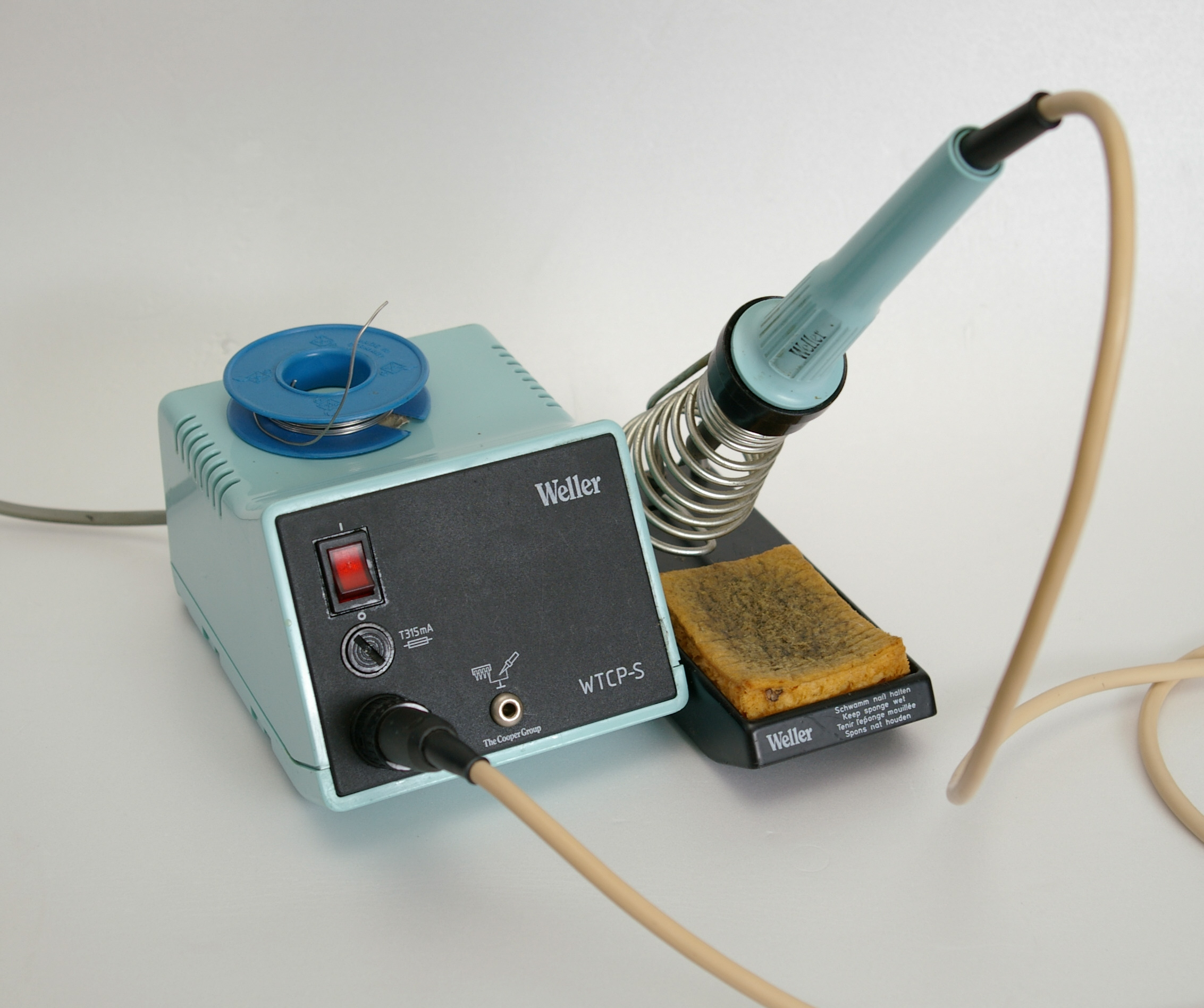
Estación de soldadura de contacto Weller WTCP-S

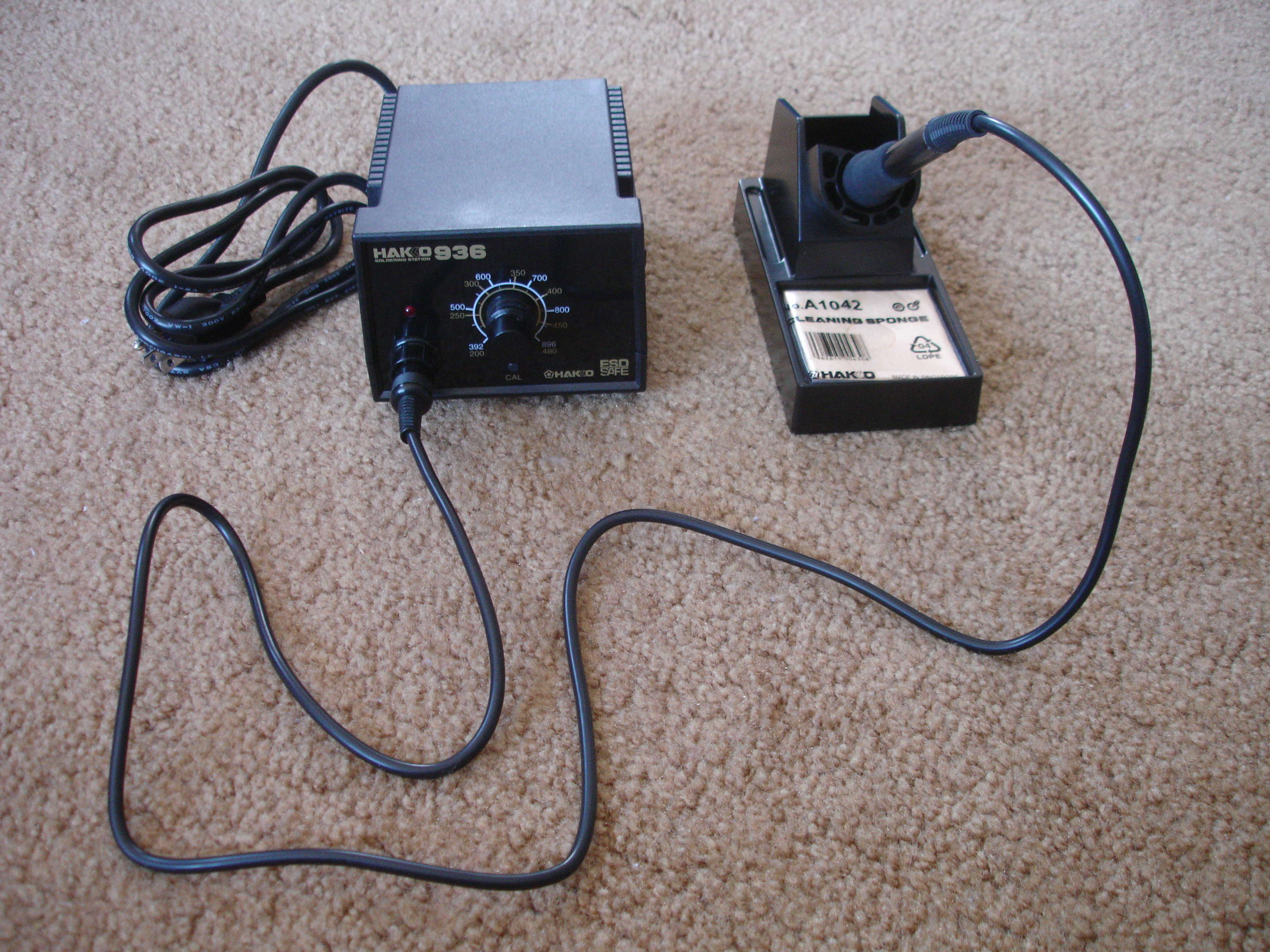
Estación de soldadura de contacto Hakko 936 ESD

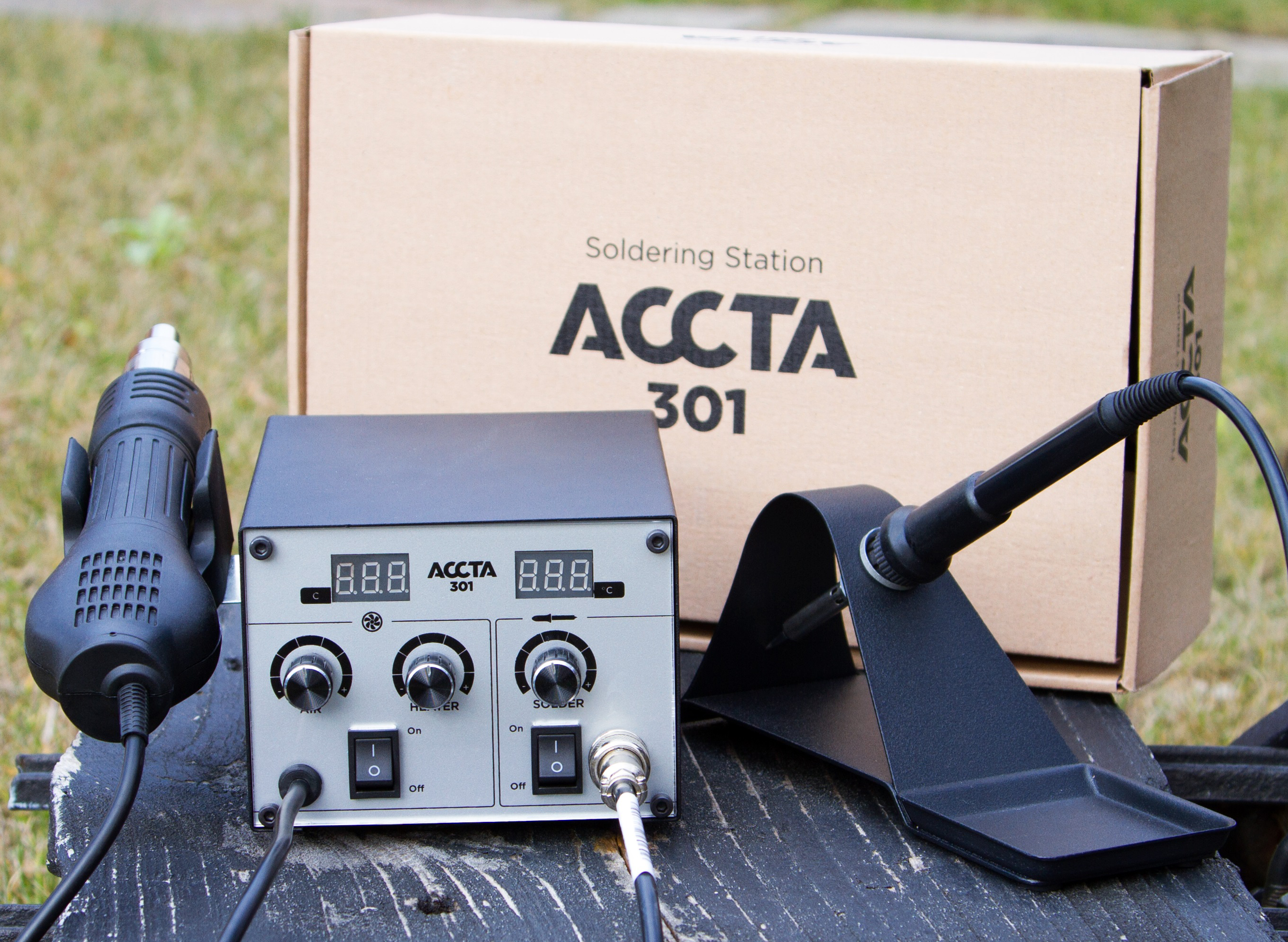
Estación de soldadura de aire caliente Accta 301

Una estación de soldadura es una herramienta multifuncional de sobremesa diseñada para realizar trabajos de reparación en las ramas de electrónica e ingeniería eléctrica. Permite soldar con estaño diferentes componentes electrónicos observando al máximo todas las normas técnicas establecidas respecto a la temperatura y duración del proceso de soldadura, regularidad y velocidad de calentamiento, dimensiones del área de calentamiento, etc. 

## Construcción
Estación de soldadura se compone de una o varias herramientas de soldadura, conectadas al módulo principal que, además, contiene controles e indicadores. Fuera de esto, la lista del equipo normalmente incluye algunos elementos auxiliares — sujetadores, soportes, caballetes, medios de limpieza, etc. Por lo general los diseñadores de este tipo de máquinas tratan de equiparlos con todos los elementos que puedan agilizar el proceso de montaje y desmontaje de componentes electrónicos en el modo manual. Se presta mucha atención a la comodidad del uso, que es una exigencia clave en el caso del uso frecuente y prolongado. Precisamente estos factores convierten las estaciones de soldadura en las herramientas profesionales que se utilizan prácticamente en todos los centros de reparación de equipos eléctricos y electrónicos, laboratorios técnicos, plantas industriales, talleres caseros. 
Estructura y lista del equipo de estaciones de soldadura pueden variar notablemente dependiendo de las exigencias particulares de cada usuario y condiciones de su uso. En este sentido las estaciones se dividen en dos grupos: para montaje y desmontaje. No obstante, esta tipificación es muy relativa, ya que muchos modelos modernos prevén la posibilidad de conectar distintas herramientas adicionales dependiendo de las necesidades del usuario.
Operador de una estación de soldadura tiene la posibilidad de ajustar la temperatura de la herramienta con la que trabaja en un margen bastante amplio, normalmente comprendido entre los 100 y 480 °C. Prácticamente no existen estaciones de soldadura blanda con temperaturas de trabajo superiores a 500 °C, lo que permite trabajar únicamente con las soldaduras blandas (aleaciones de estaño). Por esto el proceso es conocido como soldadura blanda, para diferenciarlo de soldadura dura, que permite utilizar otros materiales de aportación que requieren temperaturas superiores. Cabe notar que algunas estaciones de soldadura pueden tener la temperatura de trabajo fijada en un valor óptimo que no puede ser modificado por el usuario.

## Estructura de una estación de soldadura
El elemento principal que determina la capacidad de trabajo de una estación es su dispositivo soldador. Para realizar distintas operaciones existen herramientas especiales y una estación de soldadura puede tener varias de ellas. Entre las herramientas de soldar principales podemos destacar: 
- soldadores (cautines) eléctricos de diferentes tipos;
- soldadores ultrasónicos;
- pistolas de aire caliente;
- pinzas térmica para desmontar componentes SMD;
- pistolas desoldadoras para componentes fijados con ayuda de tecnología de agujeros pasantes;
- calentadores infrarrojos.

Soldador es la herramienta más común y algunas estaciones pueden tener varios soldadores de diferentes tipos y potencia a la vez. Esto permite trabajar con distintos componentes sin necesidad de ajustar la herramienta única en cada momento, reemplazar las puntas, modificar temperatura, etc. Algunas estaciones de soldadura pueden estar equipadas con soldadores especializados o atípicos, entre los que podemos destacar los soldadores ultrasónicos y de inducción. 

### Soldadores
Forman parte de estaciones de soldadura en calidad de una herramienta de calentamiento local (de contacto) y poseen varias ventajas en comparación con soldadores eléctricos independientes:

#### 1) Mejores características de funcionamiento
- Permiten ajustar la temperatura de punta del soldador en un margen muy amplio dependiendo del tipo de metal de aportación utilizado;
- Independientemente del tipo de trabajo realizado por el operador y velocidad de enfriamiento de la parte de trabajo pueden mantener automáticamente (con cierta precisión) la temperatura establecida;
- Poseen medios de indicación de modo de funcionamiento del dispositivo, incluyendo los indicadores de temperatura corriente;
- Algunas estaciones pueden estar equipadas con soldadores con tecnología de soldadura por ultrasonidos.

#### 2) Calidad de elemento calentador más alta
- Se consigue mayor duración de vida útil a razón de utilización de calentadores cerámicos, cuyo período de servicio es más largo en comparación con calentadores de espiral metálica, y calentadores de otros tipos (por ejemplo en los soldadores de inducción);
- Calentamiento más rápido y reducción del tiempo de puesta en funcionamiento después de activación (alrededor de 10-20 segundos), sobre todo en el caso de calentamiento por inducción;
- Se consigue mayor eficacia energética del soldador a razón del uso de calentadores de estructura barras y puntas tubulares.

#### 3) Existencia de unidad de alimentación
- Aislamiento galvánico del elemento calentador de la red eléctrica previene afección de componentes soldados con alta tensión en el caso de deterioro de aislamiento entre el calentador y la punta. También se reduce el riesgo de cortocircuito en el caso de ausencia de toma de tierra;
- Elemento calentador funciona de un voltaje reducido (10-30 V) que garantiza mayor seguridad y reduce las probabilidades de una rotura repentina del aislamiento. Además, esto permite aumentar la potencia y prolongar la vida útil del calentador.
- Se asegura puesta a tierra de todo el aparato, incluyendo la punta del soldador. Esto reduce el riesgo de daño de componentes electrónicos por electricidad estática en la punta y tensión parásita proveniente del calentador;
- Existencia de fusible previene la sobrecarga del aparato en el caso de avería.

#### 4) Mayor comodidad de uso
- La parte de trabajo del soldador es más compacta y liviana. Esto reduce el cansancio del operador y le permite realizar las operaciones más exactas y finas;
- Lista de equipo de una estación de soldadura incluye todo el conjunto de accesorios que facilitan el proceso de soldadura (soporte para el soldador, viruta para limpiar la punta, etc.);
- Algunos modelos tienen la función de apagado automático;

Desventajas:
- Una estación de soldadura requiere un puesto de trabajo especializado y es difícil de transportar, por lo tanto no sirve para trabajar en las condiciones del campo;
- Precio de una estación es más alto que de un soldador independiente.

### Herramientas para desoldar
Desmontaje de componentes electrónicos de una placa de circuito impreso es una operación muy importante en el proceso de reparación. Con frecuencia, para encontrar la causa de avería, es necesario desmontar varios componentes con el fin de revisar sus condiciones sin dañarlos. Resulta muy difícil retirar los componentes con numerosos contactos sin dañarlos o sin quemar la palca alrededor: para poder separarlos es necesario fundir el metal de aportación (estaño) en todos los contactos simultáneamente o retirarlo de cada contacto por separado, que no es una tarea fácil. Existen varios métodos de extracción de componentes electrónicos con ayuda de diferentes accesorios: bombas de estaño (desoldadores), mallas de cobre, puntas de soldadores de forma especial, etc. 
Entre los accesorios más utilizados para estos fines en las estaciones de soldadura podemos destacar: 
- Pinza térmica es una herramienta compuesta por dos soldadores de baja potencia, fajados sobre un eje transversal. Se utiliza para desoldar los componentes de dos contactos (resistencias, diodos, condensadores, etc.) de manera rápida y segura sin afectar las áreas circundantes de la placa. Existen distintos modelos de pinzas térmicas con puntas de diferentes formas.
- Pistola desoldadora es una herramienta compuesta por un mango en forma de pistola con un compresor y depósito para el estaño integrados y punta hueca. Punta se coloca encima del contacto y funde el estaño. Después de esto el chorro del aire succiona el estaño líquido al depósito y a la vez enfría la punta.
- Herramientas de calentamiento sin contacto se utilizan para desmontar los componentes con varios contactos, por lo general circuitos integrados, con montaje superficial. A esta categoría pertenecen las pistolas de aire caliente y calentadores infrarrojos.

### Pistolas de aire caliente
Las pistolas de aire caliente soplan un chorro abierto que se concentra en el área requerido con ayuda de una tobera y boquillas especiales. Principios de funcionamiento de estos aparatos son los mismos que de un secador de pelo, con la diferencia que temperatura del chorro de aire es mucho más alta y el operador tiene la posibilidad de ajustarla en un margen muy amplio, normalmente entre 100 y 480 °C.

## Clasificación de estaciones de soldadura

### Estaciones de soldadura de contacto
Este tipo de estaciones incluye un soldador conectado a la unidad de mando. La característica técnica más importante de una estación de soldadura de contacto es su potencia. Por lo general las estaciones modernas tienen la potencia en el margen de 10 a 200 W, con la potencia promedia entre 50-80 W en los modelos más comunes. Cuanto mayor sea la potencia, mayor cantidad de calor puede transmitir la estación durante un período de tiempo determinado. No obstante, se debe tener en cuenta que hay varios componentes electrónicos susceptibles al calor (sobre todo semiconductores y conductores) que fácilmente pueden dañarse en el caso de recalentamiento. 
Dependiendo del tipo de metal de aportación utilizado, estas estaciones de soldadura se pueden dividir en dos subtipos:

#### Estaciones de soldadura sin plomo
Este último tipo de estaciones poseen calentadores muy potentes de hasta 160 W. Aleaciones de estaño sin plomo requieren temperaturas más altas para fundirse y las estaciones deben tener la potencia suficiente. En la mayoría de los casos estaciones de este tipo tienen un regulador de temperatura que permite ajustarla para poder trabajar con aleaciones tradicionales con plomo.

### Estaciones de soldadura digitales y analógicas
Dependiendo del método de operación de la unidad de control se puede dividir las estaciones de soldadura en digitales y analógicas.  
Estaciones analógicas tienen una estabilización de temperatura que opera de la siguiente manera:
• Elemento calentador se activa y calienta la punta hasta que esta alcance la temperatura requerida, después de esto desactiva.
• Cuando la temperatura desciende por debajo de un cierto punto, el elemento calentador vuelve a encenderse.
Control de temperatura en estas estaciones se realiza con ayuda de un relé electromagnético conectado con el sensor de temperatura. La ventaja principal de estaciones de este tipo consiste en su bajo costo, pero su precisión también es baja, lo que puede causar sobrecalentamiento de componentes susceptibles al calor. Esto puede generar problemas como: sobrecalentamiento de los componentes electrónicos, a menudo cambio de punta.
Estaciones de soldadura digitales poseen un regulador PID, controlado por un microprocesador. Son más costosas que estaciones analógicas, pero el método de control digital es más preciso.

### Estaciones de soldadura por inducción
Las estaciones de soldadura por inducción se caracterizan por una gran potencia y una excelente estabilidad térmica. En ellas se utiliza la tecnología de calefacción y estabilización térmica basada en la temperatura de Curie.
El líder indiscutible en este segmento de mercado es el fabricante estadounidense Metcal, aunque también existen varias otras marcas.

### Estaciones de soldadura sin contacto

#### Estaciones de soldadura infrarroja
Tecnología utilizada en las estaciones de soldadura con calentadores infrarrojos (IR) difiere de otros equipos, por esto sería razonable segregarlas en un grupo independiente. En calidad de fuente de calor en estos aparatos se utiliza la radiación infrarroja (en el espectro invisible para el ojo humano), que permite realizar operaciones de soldadura con mucha precisión en las condiciones similares al proceso industrial. En cada caso particular el procedimiento se realiza según el perfil térmico personalizado, elaborado de conformidad con las recomendaciones de fabricantes de componentes electrónicos. Esto permite minimizar los riesgos de un choque térmico y evitar salto de temperaturas que pueden causar deformaciones en la placa (pandeo). 

#### Estaciones de soldadura de aire caliente
Estaciones de soldadura de aire caliente están equipadas con pistolas de aire caliente y se utilizan en los casos cuando solo un soldador no es suficiente (como en el caso componentes electrónicos de montaje superficial (SMD) grandes y con numerosos contactos). Como ya lo habíamos señalado antes, juegos de accesorios de pistolas de aire caliente incluyen diferentes boquillas especiales que permiten regular la forma y potencia del chorro de aire caliente. Entre las marcas más populares podemos destacar: Hakko, Quick, Accta, Goot, etc.

#### Elementos que la conforman
son:
1.	PANTALLA
2.	PERILLAS(BOTONES)
3.	CAUTIN
4.	BASE
5.	ESPONJA
6.	PISTOLA DE CALOR

#### Sistemas de reparación
Para reparar los ordenadores portátiles, consolas de videojuegos y otros equipos electrónicos complejos se utilizan los sistemas de reparación profesionales. Estos sistemas de reparación por lo general combinan varias herramientas: pistola de aire caliente, soldador, pistola desoldadora, etc. y permiten reparar de manera efectiva los circuitos impresos grandes. Tales operaciones requieren un procedimiento especial y cierta automatización del proceso. Entre las marcas más populares de sistemas de reparación podemos destacar: Ersa, Martin, Jovy Systems, Quick, Scotle.